# Antinephele muscosa
Antinephele muscosa là một loài bướm đêm thuộc họ Sphingidae. Nó được tìm thấy ở Ghana tới Gabon.
Bụng màu xanh lá cây-xanh biển. Phía dưới cánh trước màu nửa nâu.